# Municipio de Salem (condado de Daviess)
El municipio de Salem (en inglés: Salem Township) es un municipio ubicado en el condado de Daviess en el estado estadounidense de Misuri. En el año 2010 tenía una población de 501 habitantes y una densidad poblacional de 5,32 personas por km².

## Geografía
El municipio de Salem se encuentra ubicado en las coordenadas 40°5′43″N 94°2′21″O / 40.09528, -94.03917. Según la Oficina del Censo de los Estados Unidos, el municipio tiene una superficie total de 94.23 km², de la cual 93,59 km² corresponden a tierra firme y (0,68 %) 0,64 km² es agua.

## Demografía
Según el censo de 2010, había 501 personas residiendo en el municipio de Salem. La densidad de población era de 5,32 hab./km². De los 501 habitantes, el municipio de Salem estaba compuesto por el 98,8 % blancos, el 0,4 % eran afroamericanos, el 0,2 % eran asiáticos y el 0,6 % eran de una mezcla de razas. Del total de la población el 0,2 % eran hispanos o latinos de cualquier raza.